# 小山菊
小山菊（学名：Dendranthema oreastrum）为菊科菊属的植物。分布在俄罗斯以及中国大陆的吉林、山西、河北等地，生长于海拔1,800米至3,000米的地区，常生长在草甸，目前已由人工引种栽培。

## 别名
毛山菊（东北植物检索表）

## 异名
- Chrysanthemum zawadskii Herb. var. alpinum (Nakai) Kitam.